# Ансбах (княжество)
Княжество Ансбах (нем. Fürstentum Ansbach) или Бранденбург-Ансбах (нем. Markgraftum Brandenburg-Ansbach) — немецкое имперское княжество с центром в одноимённом баварском городе. Управлялось представителями дома Гогенцоллернов, носившими титул маркграфов, так как княжество было маркграфством.

## История
Княжество было основано после смерти бургграфа Нюрнберга Фридриха V 21 января 1398 года, когда его земли были разделены между двумя его сыновьями. Младший сын, Фридрих, получил Ансбах, а старший, Иоганн, получил Байройт. После смерти Иоганна 11 июня 1420 года, два княжества были воссоединены Фридрихом, который к тому времени уже стал курфюрстом Бранденбурга под именем Фридрих I.
После смерти Фридриха I 21 сентября 1440 года, его территория была разделена между двумя его сыновьями: Иоганн получил Байройт (Бранденбург-Кульмбах), Фридрих получил Бранденбург, а Альбрехт-Ахилл получил Ансбах. Впоследствии Ансбах управлялся младшей линией дома Гогенцоллернов, и его правители обычно назвались маркграфами Бранденбург-Ансбаха.
2 декабря 1791 года принц и маркграф Ансбаха, Кристиан Фридрих Карл Александр, унаследовавший Байрейт, продал владетельные права на своё княжество прусскому королю Фридриху Вильгельму II. Формально Ансбах был аннексирован 28 января 1792 года, был включён в состав административного района Ансбах-Байрейт, который в 1810 г. перешёл к Баварии.

## Князья и маркграфы Ансбаха
- 1398: Фридрих I (Фридрих I, маркграф Бранденбурга с 1415)
- 1440: Альбрехт Ахилл (также маркграф Бранденбурга с 1470)
- 1486: Фридрих I
- 1515: Георг
- 1543: Георг Фридрих
- 1603: Иоахим Эрнст
- 1625: Фридрих II
- 1634: Альбрехт II
- 1667: Иоганн Фридрих
- 1686: Кристиан Альбрехт
- 1692: Георг Фридрих II
- 1703: Вильгельм Фридрих (1686—1723)
- 1723: Карл Вильгельм Фридрих (1712—1757)
- 1757: Карл Александр (до 1791)